# 南頭話
南頭話是深圳原居民的所使用语言，按照方言學分類，属粤语莞宝片，當地人叫做白語或本地話，亦可按居住地，被稱為公明話、福永話、沙井話、平湖話、西鄉話、南頭話、圍頭話等。其中公明話、松崗話、沙井話與東莞長安話、大嶺山話相連，平湖話與東莞塘廈話、鳳崗話相連，福田、羅湖的圍頭話與香港新界北部的圍頭話連成一片。

## 聲韻調
南頭話也有9個聲調、20個聲母、50個韻母再加上一個成音節的鼻韻母。

### 聲母
| p 巴波布 | ph 婆批判 | m 矛慢面 | v 胡文幻  | f 非否凡  | h 河開海   |
| t 多賭丹 | th 土探頭 | n 拿奴男 | l 羅盧累  | ts 左豬展 | tsh 取親春 |
| s 蘇收三 | j 因應印  | k 家居記 | kh 奇其勤 | ŋ 啞吳五  | ʒ 任入引   |
| Ø 阿丫鴉 | ʔ 噎      |          |           |           |            |